# Legnano (ciclismo)
La Legnano è stata una squadra ciclistica maschile italiana attiva dal 1907 al 1966. È stata una delle squadre più vincenti della storia del ciclismo. Aveva come colore sociale il verde Legnano.

## Storia

### Gli inizi

Giovanni Brunero con la maglia della Legnano

La Legnano nacque nel 1907 in seno all'omonima azienda ciclistica italiana. I ciclisti più famosi che corsero in questi anni per la Legnano furono Eberardo Pavesi, Ernesto Azzini, Carlo Galetti, Dario Beni, Giovanni Rossignoli, Clemente Canepari, Lucien Petit-Breton, Jean-Baptiste Dortignacq, Alfredo Sivocci, Giuseppe Contesini, Giuseppe Azzini, Maurice Brocco e Émile Georget; con essi, la Legnano iniziò a raccogliere le prime vittorie sfidando, molto spesso, le squadre ciclistiche più blasonate.
La Legnano passò dai colori grigio rossi allo storico colore verde Legnano nel 1918 per volere di Emilio Bozzi, proprietario dell'omonima azienda produttrice di biciclette a cui la squadra ciclistica faceva capo: l'obiettivo di Bozzi era fare della Legnano una squadra vincente formata da corridori di primo piano, che vincesse nelle competizioni agonistiche facendo pubblicità all'azienda.
Per rendere la Legnano vincente nelle gare, Bozzi ideò una nuova serie di modelli di bicicletta da corsa. Queste biciclette, che erano parecchio competitive lungo i saliscendi delle montagne, soffrivano però nelle tappe per passisti.
Le vittorie importanti per la Legnano iniziarono nel 1921, con la conquista del Giro d'Italia da parte di Giovanni Brunero, successo che venne bissato sempre da Brunero l'anno successivo, questa volta con quattro corridori verde Legnano ai primi quattro posti della classifica finale.

### L'ingaggio di Alfredo Binda

Alfredo Binda, al centro che legge un quotidiano, attorniato dai compagni di squadra della Legnano (1929)

La vera svolta per la squadra ciclistica verde Legnano si ebbe nel 1925, quando la Legnano ingaggiò un giovane Alfredo Binda: con Binda la Legnano vinse cinque edizioni del Giro d'Italia (1925, 1927, 1928, 1929 e 1933), record assoluto, ancora imbattuto, condiviso con Fausto Coppi ed Eddy Merckx.
Per il suo strapotere nelle tappe, nel 1930 Binda fu pagato 22.500 lire dagli organizzatori del Giro per non partecipare alla corsa. Il Giro d'Italia del 1930 fu poi vinto da Luigi Marchisio, sempre della squadra ciclistica Legnano.
Con queste vittorie, la Legnano divenne celebre in tutto il pianeta. In questi anni diventò responsabile della squadra Eberardo Pavesi, nel frattempo ritiratosi dalle corse, che contribuì in modo decisivo al successo della squadra.

### Gino Bartali, Fausto Coppi ed Ercole Baldini

Gino Bartali e Fausto Coppi alla Legnano durante il Giro d'Italia 1940. In questa edizione del Giro, Bartali era caposquadra, mentre Coppi gregario.

Nel 1936 la Legnano ingaggiò un giovane Gino Bartali, con cui vinse 3 Giri d'Italia (1936, 1937 e 1946), 2 Tour de France (1938 e 1948), 3 Milano-Sanremo (1939, 1940, e 1947) e 3 Giri di Lombardia (1936, 1939 e 1940).
Nel 1939 la squadra verde Legnano assoldò Fausto Coppi, appena passato tra i professionisti, che venne messo al servizio del caposquadra Gino Bartali e che ripagò subito la fiducia con la conquista del Giro d'Italia del 1940. Poco prima di lasciare la Legnano (1942), Coppi infranse il record dell'ora al velodromo Vigorelli di Milano.  

Ercole Baldini nel 1958 con la maglia iridata di campione del mondo

Dopo l'abbandono di Bartali (1948), gli ultimi successi importanti della Legnano furono quelli di Ercole Baldini. Dopo le vittorie da dilettante, tra cui l'oro olimpico a Melbourne e la conquista del record dell'ora nel 1956, Baldini si aggiudicò, durante la militanza nella Legnano, il Giro d'Italia 1958 e il campionato del mondo su strada 1958 per professionisti (sebbene, in questo ultimo caso, l'alloro mondiale fu conquistato in maglia azzurra e non con i colori della Legnano).
Nel dopoguerra la Legnano si concentrò nell'individuazione di giovani promesse del ciclismo, senza però ripetere i successi dei decenni precedenti. Di questo periodo sono Giuseppe Minardi, Giorgio Albani, Adriano Durante, Enrico Massignan e Imerio Massignan.

### Il declino e la chiusura
Dopo le vittorie di Baldini, per la Legnano iniziò un lento e costante declino, complice anche la decisione di non accettare sponsorizzazioni sulle maglie, che si concluse nel 1966 con la scomparsa della squadra.
Nel complesso, dal 1907 al 1966, la Legnano conquistò complessivamente 7 Campionati del mondo di ciclismo su strada, 15 Campionati italiani di ciclismo su strada, 16 Giri d'Italia, 2 Tour de France, 10 Milano-Sanremo, 10 Giri del Piemonte e 14 Giri di Lombardia, aggiudicandosi, tra l'altro, 133 tappe al Giro d'Italia e facendo della compagine verde Legnano una delle squadre più vincenti della storia del ciclismo.
Con il termine della partecipazione diretta alle attività agonistiche, non si esaurì il contributo delle biciclette Legnano al ciclismo: Maurizio Fondriest vinse i campionati del mondo di ciclismo su strada del 1988 su una bicicletta Legnano. L'omonima azienda produttrice legnanese continuò infatti a produrre, accanto ai modelli da passeggio, biciclette sportive pensate anche per le corse.    

## Cronistoria

### Annuario
| Anno | Codice | Nome               | Cat. | Biciclette | Dirigenza                                          |
| ---- | ------ | ------------------ | ---- | ---------- | -------------------------------------------------- |
| 1909 | -      | Legnano-Pirelli    | Pro  | Legnano    | Dir. sportivi: -                                   |
| 1910 | -      | Legnano            | Pro  | Legnano    | Dir. sportivi: -                                   |
| 1911 | -      | Legnano            | Pro  | Legnano    | Dir. sportivi: -                                   |
| 1912 | -      | Legnano            | Pro  | Legnano    | Dir. sportivi: -                                   |
| 1913 | -      | Legnano            | Pro  | Legnano    | Dir. sportivi: -                                   |
| 1914 | -      | Legnano (inattiva) | Pro  | Legnano    | Dir. sportivi: -                                   |
| 1919 | -      | Legnano-Pirelli    | Pro  | Legnano    | Dir. sportivi: -                                   |
| 1920 | -      | Legnano-Pirelli    | Pro  | Legnano    | Dir. sportivi: -                                   |
| 1921 | -      | Legnano-Pirelli    | Pro  | Legnano    | Dir. sportivi: Eberardo Pavesi                     |
| 1922 | -      | Legnano-Pirelli    | Pro  | Legnano    | Dir. sportivi: Eberardo Pavesi                     |
| 1923 | -      | Legnano-Pirelli    | Pro  | Legnano    | Dir. sportivi: Eberardo Pavesi                     |
| 1924 | -      | Legnano-Pirelli    | Pro  | Legnano    | Dir. sportivi: Eberardo Pavesi                     |
| 1925 | -      | Legnano-Pirelli    | Pro  | Legnano    | Dir. sportivi: Eberardo Pavesi                     |
| 1926 | -      | Legnano-Pirelli    | Pro  | Legnano    | Dir. sportivi: Eberardo Pavesi                     |
| 1927 | -      | Legnano-Pirelli    | Pro  | Legnano    | Dir. sportivi: Eberardo Pavesi                     |
| 1928 | -      | Legnano-Torpedo    | Pro  | Legnano    | Dir. sportivi: Eberardo Pavesi                     |
| 1929 | -      | Legnano-Torpedo    | Pro  | Legnano    | Dir. sportivi: Eberardo Pavesi                     |
| 1930 | -      | Legnano-Pirelli    | Pro  | Legnano    | Dir. sportivi: Eberardo Pavesi                     |
| 1931 | -      | Legnano-Hutchinson | Pro  | Legnano    | Dir. sportivi: Eberardo Pavesi                     |
| 1932 | -      | Legnano-Hutchinson | Pro  | Legnano    | Dir. sportivi: Eberardo Pavesi                     |
| 1933 | -      | Legnano-Clément    | Pro  | Legnano    | Dir. sportivi: Eberardo Pavesi                     |
| 1934 | -      | Legnano            | Pro  | Legnano    | Dir. sportivi: Eberardo Pavesi                     |
| 1935 | -      | Legnano-Wolsit     | Pro  | Legnano    | Dir. sportivi: Eberardo Pavesi                     |
| 1936 | -      | Legnano            | Pro  | Legnano    | Dir. sportivi: Eberardo Pavesi                     |
| 1937 | -      | Legnano            | Pro  | Legnano    | Dir. sportivi: Eberardo Pavesi                     |
| 1938 | -      | Legnano            | Pro  | Legnano    | Dir. sportivi: Eberardo Pavesi                     |
| 1939 | -      | Legnano            | Pro  | Legnano    | Dir. sportivi: Eberardo Pavesi                     |
| 1940 | -      | Legnano            | Pro  | Legnano    | Dir. sportivi: Eberardo Pavesi                     |
| 1941 | -      | Legnano            | Pro  | Legnano    | Dir. sportivi: Eberardo Pavesi                     |
| 1942 | -      | Legnano            | Pro  | Legnano    | Dir. sportivi: Eberardo Pavesi                     |
| 1943 | -      | Legnano (inattiva) | Pro  | Legnano    | Dir. sportivi: Eberardo Pavesi                     |
| 1944 | -      | Legnano (inattiva) | Pro  | Legnano    | Dir. sportivi: Eberardo Pavesi                     |
| 1945 | -      | Legnano (inattiva) | Pro  | Legnano    | Dir. sportivi: Eberardo Pavesi                     |
| 1946 | -      | Legnano-Pirelli    | Pro  | Legnano    | Dir. sportivi: Eberardo Pavesi                     |
| 1947 | -      | Legnano-Pirelli    | Pro  | Legnano    | Dir. sportivi: Eberardo Pavesi                     |
| 1948 | -      | Legnano-Pirelli    | Pro  | Legnano    | Dir. sportivi: Eberardo Pavesi                     |
| 1949 | -      | Legnano-Pirelli    | Pro  | Legnano    | Dir. sportivi: Eberardo Pavesi                     |
| 1950 | -      | Legnano-Pirelli    | Pro  | Legnano    | Dir. sportivi: Eberardo Pavesi                     |
| 1951 | -      | Legnano-Pirelli    | Pro  | Legnano    | Dir. sportivi: Eberardo Pavesi                     |
| 1952 | -      | Legnano            | Pro  | Legnano    | Dir. sportivi: Eberardo Pavesi                     |
| 1953 | -      | Legnano-Pirelli    | Pro  | Legnano    | Dir. sportivi: Eberardo Pavesi                     |
| 1954 | -      | Legnano            | Pro  | Legnano    | Dir. sportivi: Eberardo Pavesi                     |
| 1955 | -      | Legnano            | Pro  | Legnano    | Dir. sportivi: Eberardo Pavesi                     |
| 1956 | -      | Legnano            | Pro  | Legnano    | Dir. sportivi: Eberardo Pavesi                     |
| 1957 | -      | Legnano            | Pro  | Legnano    | Dir. sportivi: Eberardo Pavesi                     |
| 1958 | -      | Legnano            | Pro  | Legnano    | Dir. sportivi: Eberardo Pavesi                     |
| 1959 | -      | Legnano-Pirelli    | Pro  | Legnano    | Dir. sportivi: Eberardo Pavesi                     |
| 1960 | -      | Legnano            | Pro  | Legnano    | Dir. sportivi: Eberardo Pavesi                     |
| 1961 | -      | Legnano            | Pro  | Legnano    | Dir. sportivi: Eberardo Pavesi                     |
| 1962 | -      | Legnano-Pirelli    | Pro  | Legnano    | Dir. sportivi: Eberardo Pavesi                     |
| 1963 | -      | Legnano            | Pro  | Legnano    | Dir. sportivi: Eberardo Pavesi                     |
| 1964 | -      | Legnano            | Pro  | Legnano    | Dir. sportivi: Eberardo Pavesi                     |
| 1965 | -      | Legnano            | Pro  | Legnano    | Dir. sportivi: Eberardo Pavesi                     |
| 1966 | -      | Legnano-Pirelli    | Pro  | Legnano    | Dir. sportivi: Eberardo Pavesi, Umberto Mascheroni |